# Beniparrell
Beniparrell è un comune spagnolo di 1 680 abitanti situato nella comunità autonoma Valenciana.